# نيكولاي كوميلشنكو
نيكولاي كوميلشنكو (بالروسية: Никола́й Никола́евич Комличе́нко)‏ (29 يونيو 1995 في روسيا - ) هو لاعب كرة قدم روسي في مركز الهجوم. لعب مع نادي كراسنودار وFC Krasnodar-2 ‏ وFC Chernomorets Novorossiysk ‏.

## وصلات خارجية
- نيكولاي كوميلشنكو على موقع الاتحاد الأوربي (الإنجليزية)
- نيكولاي كوميلشنكو على موقع قاعدة بيانات كرة القدم.إي يو (الإنجليزية)
- نيكولاي كوميلشنكو على موقع ناشيونال فوتبول تيمز (الإنجليزية)
- نيكولاي كوميلشنكو على موقع Soccerway.com (الإنجليزية)
- نيكولاي كوميلشنكو على موقع عالم كرة القدم.نت (الإنجليزية)
- نيكولاي كوميلشنكو على موقع AS.com (الإسبانية)